# هیپوکاپنی
هیپوکاپنی (انگلیسی: Hypocapnia) به معنی کاهش دی‌اکسید کربن در خون
هیپوکاپنی (از واژه‌های یونانی υπό به معنی زیر نرمال و καπνός kapnós به معنای دود)، همچنین به عنوان هیپوکاربیا شناخته می‌شود، که گاهی به اشتباه آکاپنیا نامیده می‌شود، حالتی از کاهش دی‌اکسید کربن در خون است. هیپوکاپنی معمولاً ناشی از تنفس عمیق یا سریع است که به عنوان هیپرونتیلاسیون شناخته می‌شود.
هیپوکاپنی مخالف هیپرکاپنی است.

## نشانه‌ها
حتی در صورت مشخص شدن، هیپوکاپنی معمولاً به خوبی تحمل می‌شود. علائم شامل احساس سوزن سوزن شدن (معمولاً در اندام‌ها)، ضربان قلب غیر طبیعی، گرفتگی عضلات دردناک و تشنج است. هیپوکاپنی حاد باعث آلکالوز هیپوکاپنیک می‌شود که باعث انقباض عروق مغزی می‌شود که منجر به هیپوکسی مغزی می‌شود و این می‌تواند باعث سرگیجه گذرا، غش و اضطراب شود. فشار جزئی کم دی‌اکسید کربن در خون نیز باعث آلکالوز می‌شود (زیرا دی‌اکسید کربن در محلول اسیدی است)، که منجر به کاهش یون‌های کلسیم پلاسما (هیپوکلسمی)، افزایش تحریک‌پذیری عصب و عضله می‌شود. این دیگر علائم رایج هیپرونتیلاسیون را توضیح می‌دهد - سوزن‌ها و سوزن‌ها، گرفتگی عضلات و کزاز در اندام‌ها، به‌ویژه دست‌ها و پاها.
از آنجایی که ساقه مغز با نظارت بر سطح CO2 خون به جای O2، تنفس را تنظیم می‌کند، هیپوکاپنی می‌تواند تنفس را تا حد خاموشی ناشی از هیپوکسی مغز سرکوب کند، همانطور که در سیاهی آب کم عمق نشان داده می‌شود.
هیپوکاپنی همچنین منجر به انقباض برونش به منظور کاهش تهویه می‌شود. این مکانیسم برای مقابله با هیپرونتیلاسیون و کاهش میزان اکسیژن ورودی به ریه‌ها است. "هدف" بدن داشتن یک نسبت نسبتاً یکنواخت از فشار جزئی اکسیژن به فشار جزئی دی‌اکسید کربن است. گیرنده‌های شیمیایی بدن تغییر در فشارهای جزئی و pH (غلظت یون هیدروژن) در خون را حس می‌کنند. گیرنده های شیمیایی مسئول سیگنال دهی به انقباض عروق، اتساع عروق، انقباض برونش و اتساع برونش هستند.

## علل
علل فیزیولوژیکی اصلی هیپوکاپنی مربوط به هیپرونتیلاسیون است. گاهی اوقات هیپوکاپنی در درمان فوریت‌های پزشکی مانند فشار خون داخل جمجمه و هیپرکالمی ایجاد می‌شود.
هیپرونتیلاسیون عمدی توسط غواصان حبس نفس در زیر آب به منظور افزایش زمان غواصی استفاده شده است، زیرا به‌دلیل سطوح پایین CO2 به طور موثری باعث کاهش نیروی تنفسی می‌شود. این مورد به فرد امکان می‌دهد تا حد استاندارد حبس نفس خود را بشکند، با افزایش خطر سیاهی آب کم عمق (که یکی از دلایل مهم غرق شدن است). این خطر به دلیل کاهش گرسنگی هوا (به دلیل سطح پایین دی‌اکسید کربن خون) اما عدم افزایش سطح اکسیژن ایجاد می‌شود.  در واقع هیپوکاپنی سطح اکسیژن موجود در مغز را به دلیل تمایل زیاد اکسیژن به هموگلوبین (اثر بور) کاهش می‌دهد و از این رو شانس خاموشی را به شدت افزایش می‌دهد.

## تشخیص

### نوزادان
نظارت بر سطح دی‌اکسید کربن در نوزادان نوزاد برای اطمینان از اینکه سطح آن خیلی بالا (هیپرکاربیا) یا خیلی پایین نیست، برای بهبود نتایج برای نوزادان در مراقبت های ویژه مهم است. دی‌اکسید کربن را می توان با گرفتن نمونه خون (گاز خون شریانی)، از طریق تنفس (بازدم)، و می توان آن را به طور مداوم از طریق پوست با استفاده از یک دستگاه ترانس جلدی با حداقل تهاجم اندازه گیری کرد. موثرترین و ایمن‌ترین روش برای اندازه گیری دی‌اکسید کربن در نوزادان تازه متولد شده مشخص نیست.